# ジョルジュ・グルサ

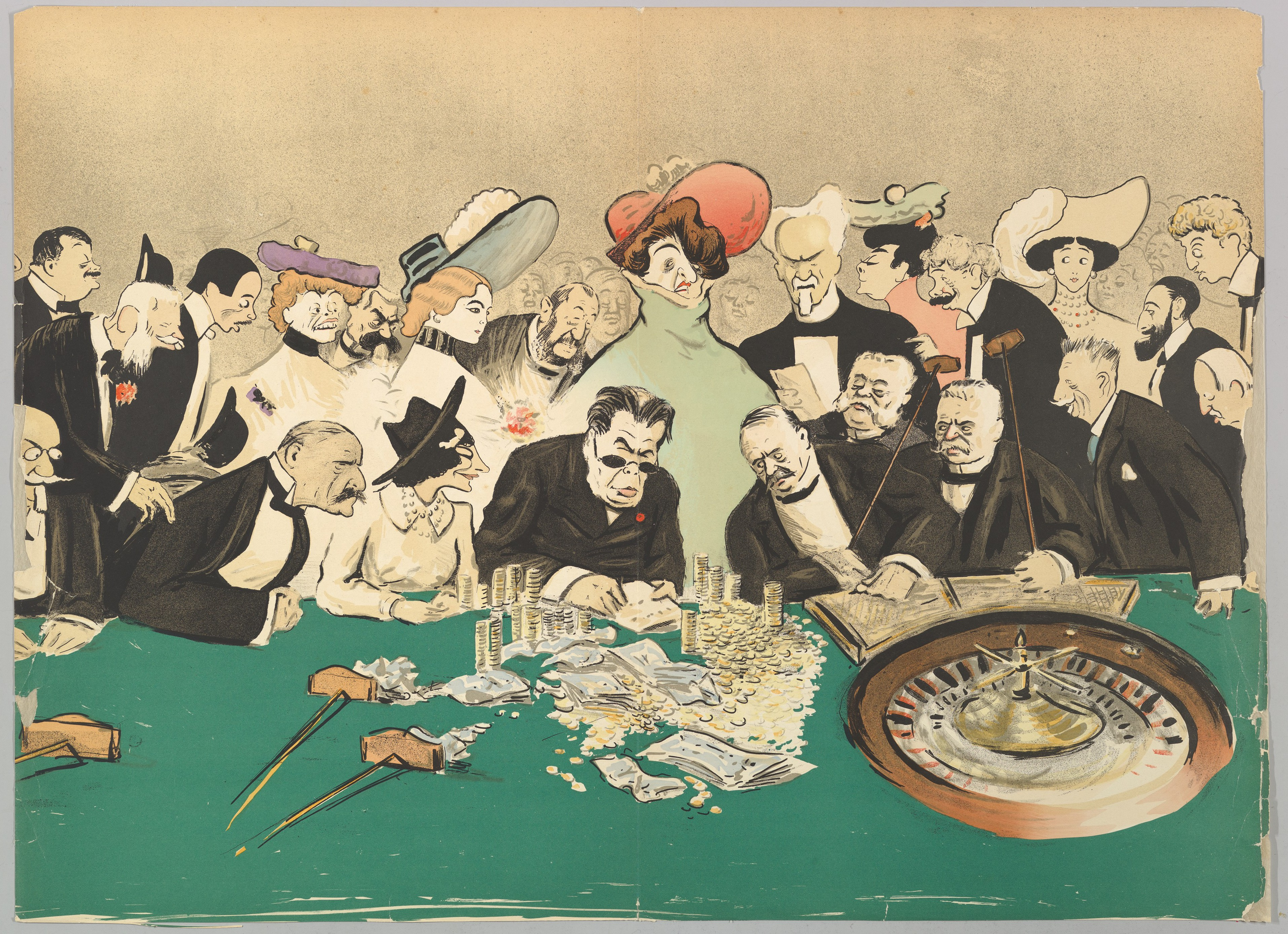
La Roulette in the Casino, from Monte-Carlo, 2nd Serie

ジョルジュ・グルサ、ペンネームは"Sem"など（Georges Goursat、1863年11月22日 - 1934年11月26日）はフランスの漫画家（似顔絵画家）である。19世紀末からのベル・エポックの時代の世相を描いた絵を残した。

## 略歴
ドルドーニュ県のペリグーに植民地用の商品を扱う商人の長男に生まれた。母親も資産家の娘で、父親に大きな資産をもたらした。高校を出た後、父親が心臓を悪くし、事業は長男のグルサと共同経営者に譲られた。1884年に父親が没すると、事業に興味のないグルサは定期的な配当を受け取ることを条件に共同経営者に事業を譲った。グルサは生涯、金銭面での心配をする必要のない境遇となった。
ペリグーで、小さな工房を作り、教師から絵を学び、母親と暮らした。最初の漫画は地元の小雑誌に掲載され、画集を自費出版した。人気のあった風刺画家のノエ(Charles Amédée de Noé)のペンネーム "Cham"に似せたペンネームの"Sem"や イニシャルの"G.G."や本名を作品に署名した。
1889年に地域の中心都市、ボルドーに出て、地方新聞「La Petite Gironde」と「La Gironde」の挿絵画家となった。1890年1月には、町のいろいろな人々の姿を描いた画集を出版し、地元でよく売れることになった。何冊かボルドーで画集を出版し、地元では知られることになった。この時期ロンドンに旅したともされる。
理由は知られていないが、グルサはマルセイユに移り住み、1898年から1900年まで過ごした。この時期多くの画家が風景を描くために南フランスに集まっていた。グルサはもっぱら、有名な人物の似顔絵を書くために競馬場や劇場、サロンを訪れた。短期間に2冊の画集などを出版し、総計100以上の似顔絵を描いた。何度もスケッチを繰り返し、スタイルが確立された。
描かれた人物が怒ったことから決闘騒ぎを起こしたのが理由ともされるが、パリの作家、ジャーナリストのローラン（Jean Lorrain）に才能を認められて、パリに招かれ、1900年3月にマルセイユを離れた。
1900年の3月、万国博覧会が開会する少し前にパリに移った。当時パリの有名な風刺画家には、ジャン＝ルイ・フォランやアーベル・フェーヴルがいたが主に政治的なテーマを題材にしていた。ガルサは主に競馬場で、「Tout-Paris」と呼ばれた流行に敏感な上流階級の人々を描くのに費やし、3ヶ月後に画集、"Le Turf"を自費出版し商業的にも成功しパリで有名になった。第一次世界大戦が始まるまでの14年間、毎年画集を出版した。
グルサは政治風刺漫画や時事問題を書こうとすることなく、ブルガリア王、フェルディナントや、イギリス国王、エドワード7世も描かれたが、それは「Tout-Paris」に属する人物としてであった。富豪のアルフォンス・ド・ロチルドや実業家のアンドレ・シトロエン、俳優や作家や有名な娼婦らが、劇場やブローニュの森やオペラ座、高級レストランなどで描かれた。
画集のほかに、雑誌や新聞の挿絵を描き、劇場のポスターを描いて収入を得た。
1904年に芸術家として異例の早さで、レジオンドヌール勲章を受勲した。1909年にポスター画家のオーギュスト・ルービルと展覧会を開いた。ガルサは旧式な女性のファッションを風刺することで、ファッション評論家としても扱われた。
第一次世界大戦が始まると、50歳を超えていたが、従軍画家として前線に赴いた。戦場の姿を描いた絵画10点は1917年にUn pékin sur le frontとして出版され、1923年にも多くの絵画がLa Ronde de Nuitとして出版された。戦争債の募集のポスターも描いた。1923年にレジオンドヌール勲章（オフィシエ）を受勲した。

### 戦場の絵画

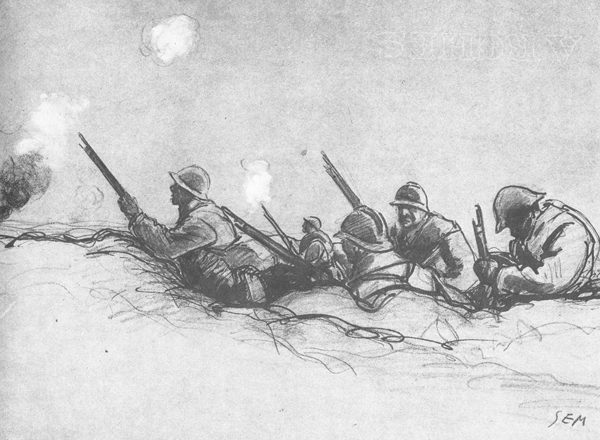
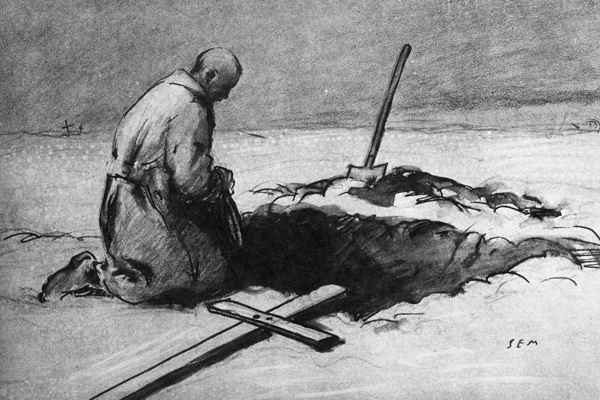
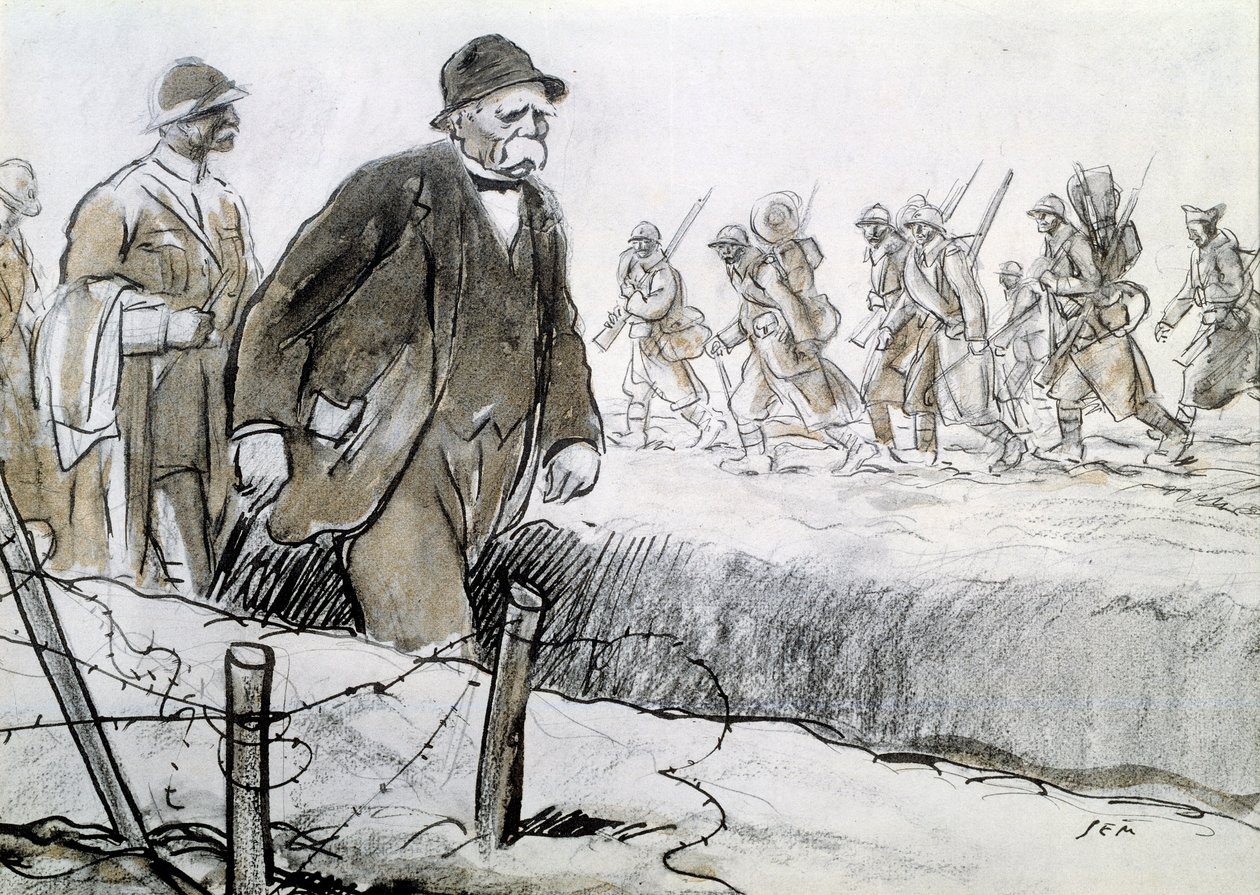

## 主な作品

### 似顔絵・風刺画他

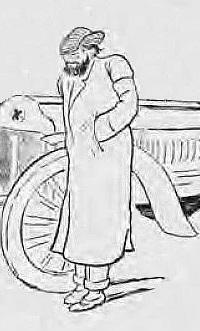
A.ミシュラン レーサー
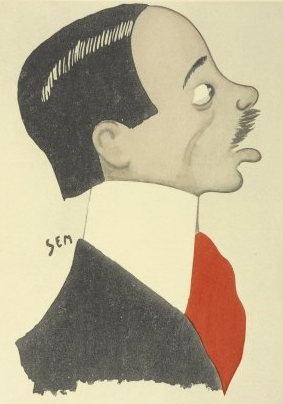
サントス＝デュモン 飛行士
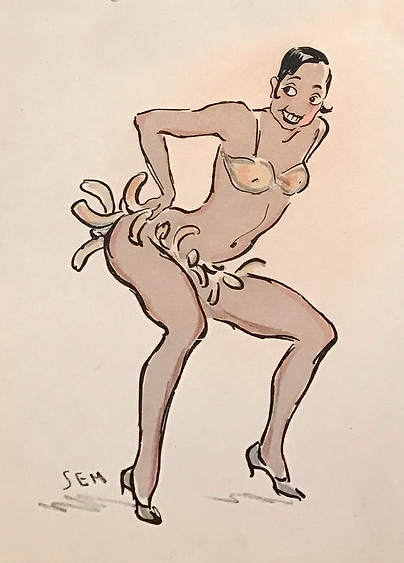
ジョセフィン・ベーカー
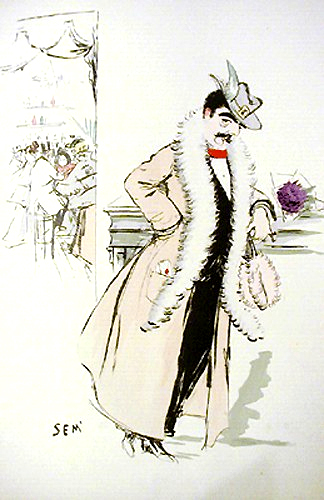
J.ローラン(詩人)
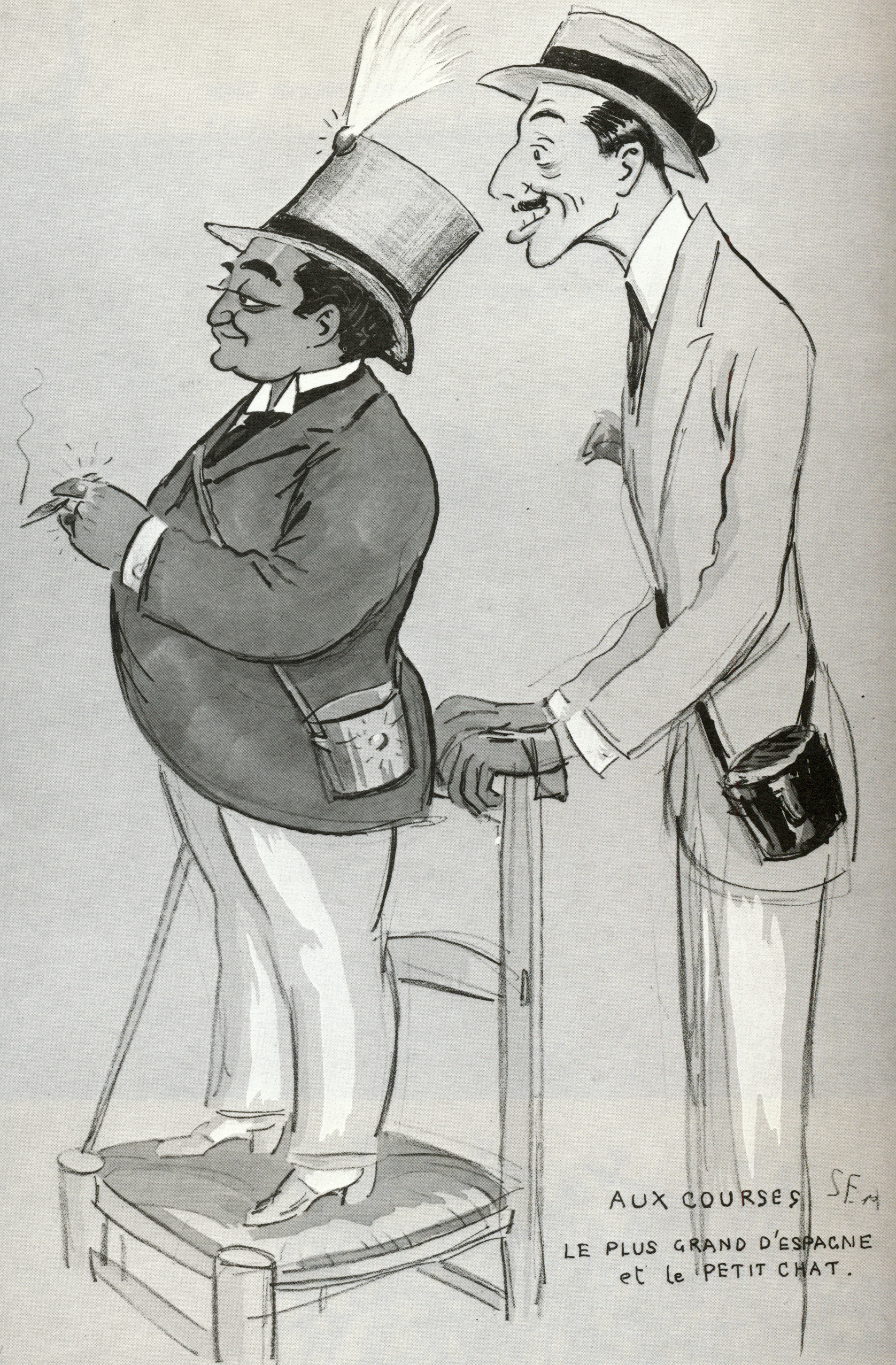
アルフォンソ13世
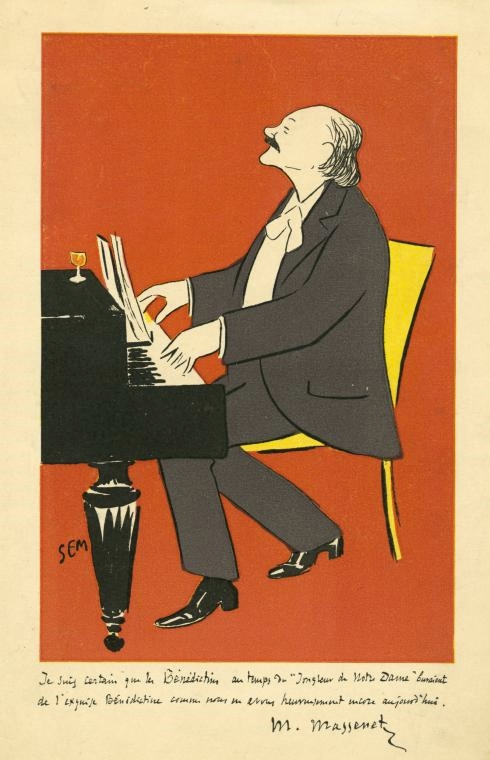
ジュール・マスネ
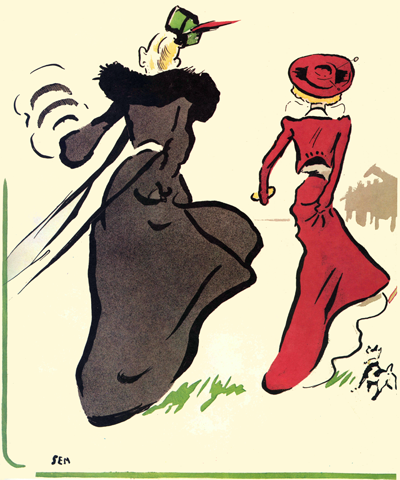
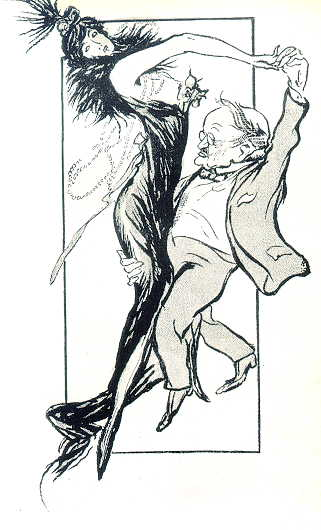
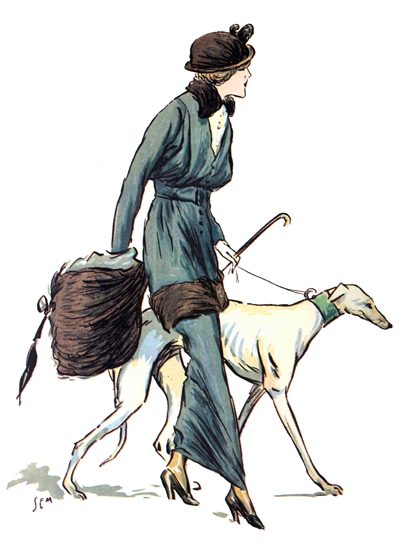
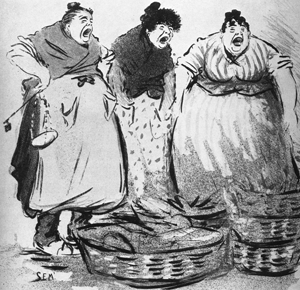